# Albareto
Pour les articles homonymes, voir Albareto (homonymie).
Albareto est une commune de la province de Parme dans l'Émilie-Romagne en Italie.

## Administration
| Période                                  | Période  | Identité       | Étiquette | Qualité |
| ---------------------------------------- | -------- | -------------- | --------- | ------- |
| 14 juin 2004                             | En cours | Ferrando Botti |           |         |
| Les données manquantes sont à compléter. |          |                |           |         |

### Hameaux
Bertorella, Boschetto, Buzzò, Cacciarasca, Campi, Case Bozzini, Case Mazzetta, Case Mirani, Caselle, Codogno, Folta, Gotra, Il Costello, Lazzarè, Le Moie, Montegroppo, Pieve di Campi, Pistoi, Ponte Scodellino, Roncole, San Quirico, Spallavera, Squarci, Torre

### Communes limitrophes
Borgo Val di Taro, Compiano, Pontremoli, Sesta Godano, Tornolo, Varese Ligure, Zeri

## Personnalités liées
- Anna del Salvatore Orsi (1842-1885), née à Albareto, religieuse, reconnue vénérable par le pape François en 2017.